# Лабиш, Эжен
Эже́н Маре́н Лаби́ш (фр. Eugène-Marin Labiche; 5 мая 1815, Париж — 23 января 1888, там же) — французский романист и драматург.

## Биография
Начал литературную карьеру, опубликовав первые новеллы в небольших парижских литературных журналах, в редакции которых познакомился с другими начинающими литераторами, в том числе с Огюстом Лефранком (или Лефран // Auguste Lefranc) и Марк-Мишелем (Marc-Michel, настоящее имя Marc-Antoine-Amédée Michel). Молодые писатели решили объединиться под одним псевдонимом и стать драматургами, что и было сделано в 1838 году. Они придумали звучный псевдоним Поль Дандре, под которым написали несколько водевилей, имевших успех на французской сцене. Однако долго эта литературная ассоциация не просуществовала, вскоре каждый из троих её членов стал работать самостоятельно, и даже когда они вновь объединялись для написания новых работ, они уже подписывались своими настоящими именами.
Эжен Лабиш — член Французской академии, дебютировал романом «La Clef des Champs» (1838). Написал около сотни пьес, сыгранных с большим успехом на бульварных сценах. Большинство комедий, фарсов и водевилей Лабиша были написаны в сотрудничестве с другими драматургами — Т. Баррьером, Клервилем, Гондине, Эм. Ожье и др.; их полное собрание было издано в 1878—1879.

## Творчество
Общий характер пьес Лабиша — внешний комизм положений, а не характеров, неправдоподобность сюжетов, основанных на нескончаемых qui-pro-quo, но вместе с тем большая живость действия и остроумие диалога. Самая известная пьеса Лабиша, не сходившая со сцены французских театров вплоть до начала XX века, — «Chapeau de paille d’Italie» (Соломенная шляпка). В своё время были широко известны «Voyage de M. Perrichon», «La Cagnotte», «Le plus heureux des trois», «Choix d’un gendre», «Deux papas très bien» и т. д. Многие водевили Лабиша с успехом шли на русской сцене.
В пьесе «Путешествие господина Перришона» («Voyage de M. Perrichon») Эжен Лабиш описывает на первый взгляд необъяснимое и в то же время удивительно распространённое поведение человека по отношению к другим. Это — неблагодарность.
Господин Перришон со своим слугой отправляется на Монблан, чтобы предаться радостям альпинизма. Его дочь ждёт его в маленьком шале. Возвратившись, господин Перришон представляет ей молодых людей, которых он повстречал в горах. Один из них — замечательный юноша. Он, Перришон, спас ему жизнь, когда тот едва не сорвался в пропасть. Молодой человек с жаром подтверждает, что его не было бы в живых, если бы не господин Перришон.
Слуга напоминает хозяину, что нужно представить и второго гостя, который спас самого Перришона, когда тот сорвался в расщелину. Господин Перришон пожимает плечами и заявляет, что опасность, ему угрожавшая, была не так уж велика, и выставляет своего спасителя наглецом и выскочкой. Он преуменьшает достоинства второго молодого человека и побуждает свою дочь оказать внимание первому — очаровательному юноше. Чем дальше, тем Перришону всё больше кажется, что помощь второго юноши была ему совершенно не нужна. В конце концов он даже начинает сомневаться, а срывался ли он в пропасть на самом деле?
Эжен Лабиш наглядно показывает, как странно ведёт себя человек, который мало того, что не чувствует благодарности и признательности, но и презирает тех, кто пришёл ему на помощь. Возможно, это происходит из-за нежелания быть кому-то обязанным. И, наоборот, мы любим тех, кому сами помогли, гордимся своими хорошими поступками и убеждены, что те, кого мы облагодетельствовали, обязаны испытывать вечную благодарность.

## Лабиш в России
Пьесы Лабиша переводили на русский язык Т. Л. Щепкина-Куперник, А. С. Эфрон и др.

## Публикации на русском языке
- Пьесы. М.: Искусство, 1959 (Библиотека драматурга)

## Экранизации
- «Соломенная шляпка» (1927) — французский художественный фильм Рене Клера.
- «Соломенная шляпка» (1940) — французский художественный фильм Мориса Каммажа; в роли Фадинара — Фернандель.
- «Двое робких» (1928) — французский художественный фильм Рене Клера.
- «Соломенная шляпка» (1974) — советский художественный музыкальный фильм режиссёра Леонида Квинихидзе; сценаристы Леонид Квинихидзе и Булат Окуджава.
- «Копилка» (1980) — советский художественный фильм; режиссёры — Михаил Григорьев и Владимир Савельев.
- «Путешествие мсье Перришона» (1986) — советский художественный музыкальный фильм режиссёра Маргариты Микаэлян.
- «Копилка» (2009) — первая серия французского телесериала «Век Мопассана. Повести и рассказы XIX столетия»; режиссёр — Филипп Монье.